# Campagne d'Afghanistan
Pour un article plus général, voir Guerre d'Afghanistan (2001-2021).
Guerre d'Afghanistan
Batailles
- Rhino et Gecko
- Mazar-e-Charif
- Hérat
- Siège de Kunduz
- Prise de Kaboul
- Qala-e-Jangi
- Kandahar
- Tora Bora
- Massacre de Dasht-i Leili

- Opération Anaconda
- Opération Jacana
- Opération Red Wings
- 1re bataille de Lashkar Gah
- Opération Mountain Thrust
- Opération Kaika
- Sangin
- Première Panjwaye
- Deuxième Panjwaye
- Opération Medusa
- Opération Mountain Fury
- Opération Falcon Summit
- Opération Achilles
- Opération Hoover
- Chora
- Opération Hammer
- Base Anaconda
- Opération Harekate Yolo
- Musa Qala
- Opération Karez
- Prison de Sarposa
- Arghandab
- Wanat
- Bataille de Shewan
- Embuscade d'Uzbin
- Bombardement d'Azizabad
- Opération Eagle's Summit
- Balamorghab
- Alasaï
- Bombardement de Granai
- Opération Panther's Claw
- Opération Strike of the Sword
- (Dahaneh)
- 1re Chahar Dara
- Bombardement de Kunduz
- Kamdesh
- 2e Chahar Dara
- Opération Avalon
- Opération Septentrion
- Kaboul
- Marjah
- Korengal
- Opération Shamshir
- Joybar
- Massacre de Kandahar
- Kaboul
- Tagab
- Farâh
- Opération Almas
- Ghaziabad
- Ziruk
- Sangin
- Ajristan
- Laghman
- Yayha Khail
- 1re Bataille de Kunduz
- Attentat du 19 avril 2016 à Kaboul
- Attentats du 20 juin 2016 à Kaboul
- Attentat du 23 juillet 2016 à Kaboul
- Bataille de Tarin Kôt
- 2e bataille de Kunduz
- Attentats du 10 janvier 2017
- Attaque de l'hôpital militaire de Kaboul (2017)
- Attaque de camp Shaheen
- Attentat du 31 mai 2017 à Kaboul
- Attentat de la mosquée d'Hérat
- Attentats du 17 octobre 2017
- Attentats du 20 octobre 2017
- Attentat de l'hôtel Intercontinental de Kaboul de 2018
- Attentat du 27 janvier 2018 à Kaboul
- Attentat de la mosquée de Gardêz
- Bataille de Darzab
- Bataille de Ghazni
- 2e bataille d'Ajristan
- Bataille de Chenaya
- Bataille d'Allauddin
- Attentat du 15 août 2018 à Kaboul
- Attentat de Maidan Shar
- Attentat du 7 août 2019 à Kaboul
- Attentat du 17 août 2019 à Kaboul
- 3e bataille de Kunduz
- Attentat du 6 mars 2020 à Kaboul
- Attentat du 25 mars 2020 à Kaboul
- 2e bataille de Lashkar Gah
- Attentat du 24 octobre 2020 à Kaboul
- Attentat de 2020 à l'université de Kaboul
- Attentat du 8 mai 2021 à Kaboul
- Offensive des talibans de 2021
- 3e bataille de Kandahar
- 3e bataille de Lashkar Gah
- Prise de Kaboul
- Conflit du Panchir
- Retrait des troupes américaines
- Attaque de l'hôpital militaire de Kaboul (2021)

La campagne de l’automne 2001 est celle qui commence la guerre d’Afghanistan qui a duré de 2001 à 2021. Elle permet aux États-Unis de commencer la guerre par un succès militaire, en menant une opération aéro-transportée qui permet le renversement du régime taliban et la destruction des bases d’Al-Qaïda, jugée responsable des attentats du 11 septembre 2001.

## Contexte

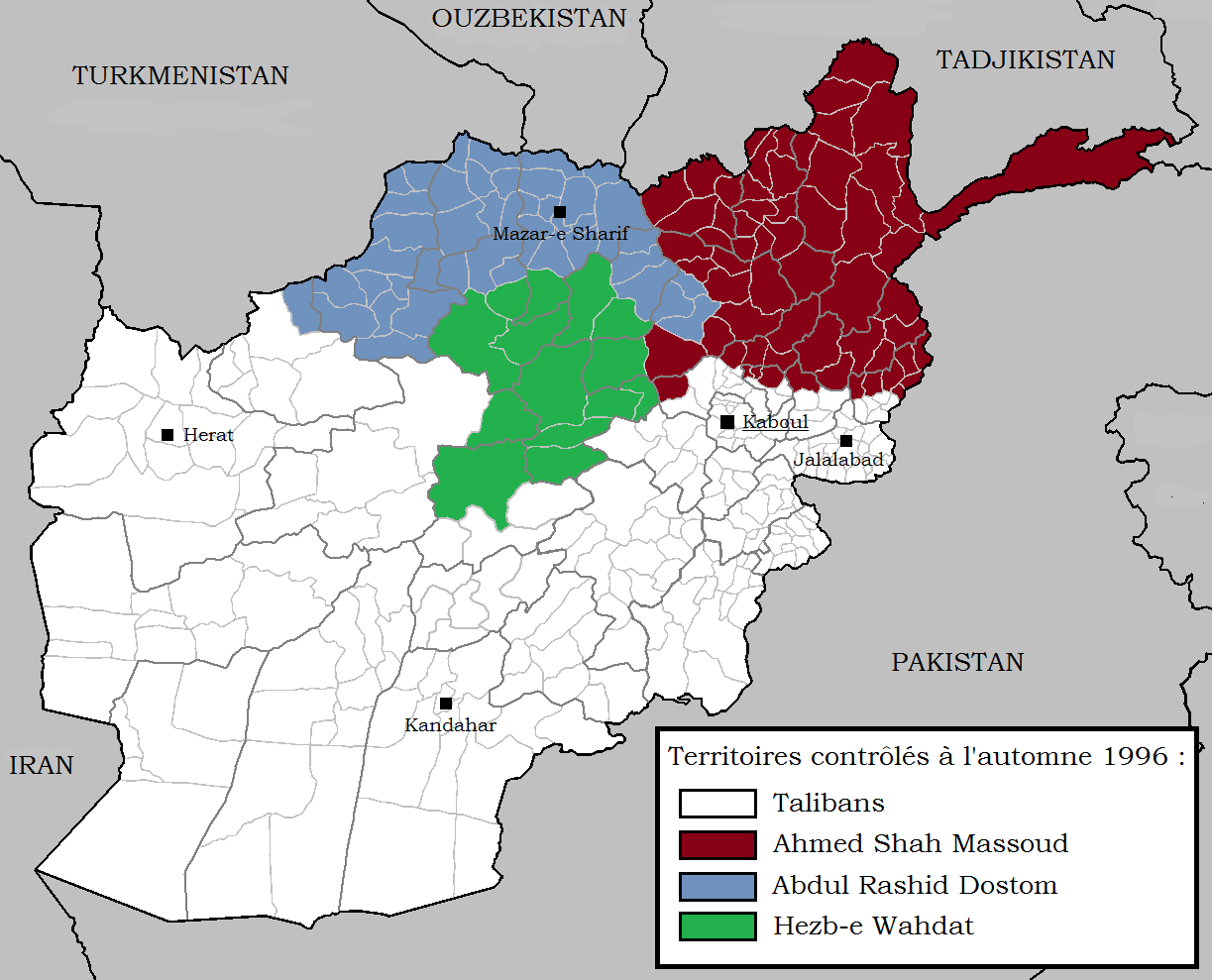
Territoires contrôlé par les parties en conflit en 1996.

Après la première guerre d'Afghanistan et le retrait de l'Armée rouge en 1989, les moudjahiddin afghans parviennent à renverser en 1992 le régime communiste de la République démocratique d'Afghanistan. Cependant, au sein du nouveau régime de l'État islamique d'Afghanistan, le partage du pouvoir entre les différents seigneurs de guerre victorieux s'avère impossible dans la durée. Une violente guerre civile, causée par les différences ethniques, le contrôle des différentes provinces, éclata alors entre les différentes factions. À l'origine (fin 1994), les talibans s'inscrivent dans ce schéma. Cependant, soutenus par les services secrets pakistanais et issus de l'ethnie pachtoune majoritaire d'Afghanistan, ils s'imposent en moins de deux ans dans le sud du pays, dominé par les Pachtounes.
Face à ces progrès, les moudjahiddin non talibans renforcés de quelques autres groupes avaient créé une coalition connue sous le nom d'Alliance du Nord, laquelle ne contrôlait plus en 2001 que la partie nord du pays. À cette époque, l'émirat islamique d'Afghanistan, le régime politique des talibans, est le gouvernement de facto du pays bien que reconnu seulement par le Pakistan, l'Arabie saoudite et les Émirats arabes unis et mis à l'index par l'ONU. En janvier 1998, les talibans ont signé un accord sur la construction d'un gazoduc traversant leur pays avec le consortium CentGas menée par la compagnie américaine Unocal et regroupant le Saoudien Delta Oil Company, le Russe Gazprom, le gouvernement du Turkménistan, le Sud-Coréen Hyundai Engineering and Construction, les Japonais Inpex et Itochu, et le Pakistanais Crescent Group, mais la situation politique pousse cette dernière à abandonner le projet le 21 août 1998, au lendemain de l'opération Infinite Reach de représailles après les attentats des ambassades américaines en Afrique. L'ancien président d'Afghanistan, Hamid Karzai, était, à l'époque, consultant pour cette compagnie.
De son côté, l'Alliance du Nord, qui comprend le gouvernement officiellement reconnu par l'ONU, éprouve de grandes difficultés. Militairement, ses forces sont inférieures et elle est divisée entre différentes ethnies, Ouzbeks et Tadjiks notamment. Les liens entre alliés sont donc relativement faibles. Le 9 septembre 2001, le chef de l'Alliance, Ahmad Shah Massoud, est assassiné (vraisemblablement par des agents d'Al-Qaïda) lors d'un attentat-suicide, affaiblissant encore plus l'Alliance.
La situation change avec les attentats du 11 septembre 2001. En effet, dès le 14 septembre, les États-Unis et le Royaume-Uni désignent ouvertement Oussama Ben Laden comme responsable. Ils préviennent les Talibans que leur soutien à Oussama Ben Laden aura des « conséquences » et demandent son extradition. De nombreux pays et organisations internationales, alliés des États-Unis, ayant les mêmes intérêts sur le sujet ou craignant de s'attirer une hostilité américaine durable voire de se trouver mêlés aux attentats du 11 septembre, promettent aussitôt leur soutien ou leur concours. Les plus notables, qui se déclarent dès le 12 septembre, sont le Pakistan dont le président annonce un « soutien illimité à la lutte contre le terrorisme », l’OTAN, le Conseil de Sécurité de l'ONU et les ministres des finances du G7. Des discussions américaines ont également lieu avec la Russie et la Chine le 13 septembre. Le même jour, le conseil OTAN-Russie déclare son intention de lutter contre le terrorisme. Le Premier Ministre australien déclare le 14 septembre que les accords défensifs de l'ANZUS peuvent s'appliquer. Le même jour, les 19 pays membres de l'OTAN se déclarent solidaires des États-Unis. Le 19 septembre, c'est le tour de l'Organisation des États américains de déclarer les accords de défense de cette organisation applicables. Enfin, le 24 septembre, le pape Jean-Paul II reconnaît un droit à la légitime défense aux États-Unis. Ainsi, en quelques jours, les États-Unis sont assurés d'un large soutien international leur laissant la possibilité d’attaquer.
Enfin, le 18 septembre 2001, le Conseil de sécurité des Nations unies demande aux Talibans d'appliquer la résolution no 1 333 et d’extrader Oussama Ben Laden devant les autorités compétentes.
Le même jour, les Talibans repoussent les premières demandes d'extradition et appellent à la réunion d'une assemblée de religieux musulmans pour décider du sort d'Oussama Ben Laden. Le 20, ce conseil demande au chef d'Al-Qaïda de quitter l'Afghanistan. En revanche, les Talibans annoncent qu'ils répliqueront à toute attaque des États-Unis alors que George Bush exige que la lutte anti-terroriste se fasse en actes et non en paroles. Enfin, le 21 septembre, l'ambassadeur taliban au Pakistan déclare que son pays ne livrera pas Ben Laden sans que ne lui soit fourni de preuves.
Dans le même temps, l'armée américaine commence des missions de reconnaissance en Afghanistan. Un drone est ainsi perdu (peut-être abattu) le 22 septembre. Le même jour, les combats reprennent entre l'Alliance du Nord et les forces talibanes. Les premiers obtiennent deux jours plus tard l'assurance d'un soutien accru de la Russie. Les Américains affirment néanmoins que la guerre contre les Talibans sera sous leur contrôle. Ils refusent ainsi à l'ONU le droit de la diriger et même de la surveiller (notamment grâce à un amendement empêchant les soldats américains d'être déférés devant la Cour pénale internationale).
Les menaces américaines et britanniques contre les Talibans se font alors plus pressantes à partir de début octobre alors que les premières unités militaires gagnent la région (discours de George Bush ou de Tony Blair le 2 octobre). De plus, les Anglo-Américains préparent un éventuel nouveau régime en entamant des discussions avec l'ancien, et âgé, roi d'Afghanistan Mohammed Zaher Chah. Le 5, le gouvernement pakistanais se déclare également convaincu de l'implication d'Oussama Ben Laden dans les attentats. Les opérations militaires commencent deux jours plus tard le 7 octobre 2001 et le lendemain, Donald Rumsfeld annonce que la guerre se poursuivra jusqu'à « la destruction des réseaux terroristes ».

## Forces en présence

### Forces talibanes
Les forces de l'émirat islamique d'Afghanistan, au début de l'offensive de 2001, font l'objet d'estimations variables. Le nombre de soldats permanents est faible, mais de nombreuses milices locales aux allégeances variables existent. Les effectifs de ces milices ne sont également pas disponibles toute l'année (notamment lors de la saison des récoltes) et elles n'interviennent que sur une région limitée en changeant de camp selon le vainqueur. De tels retournements d'alliance sont très fréquents lors de la campagne d'octobre-novembre 2001. Cependant, en septembre 2001, ces milices sont acquises aux Talibans qui contrôlent officiellement 90 % du territoire afghan.
Les forces proprement talibanes comptent environ 35 000 hommes à 40 000 hommes. Elles sont aussi renforcés par de nombreux volontaires étrangers arabes mais surtout pakistanais. Ces derniers comprendraient de 9 000 à 10 000 soldats d'origine pakistanaise et 500 à 600 d'origine arabe.
Les armes de soutien comprendraient 100 chars d'assaut de modèle assez ancien (T-54, T-55, T-62, des PT-76) voire très ancien (T-34/85), 250 véhicules blindés également issus de modèles relativement âgés (BRDM-2, BTR-40, BTR-50, BTR-60, BTR-70, BTR-80, BTR-152, BMP-1, BMP-2) et 200 pièces d'artillerie plus quelques lance-roquettes multiples. Ces armes sont utilisées en soutien des unités d'infanterie et réparties en leur sein même si une brigade blindée est supposée regrouper l'essentiel des chars. La plupart des véhicules ont été récupérés à l'issue de la guerre contre les Soviétiques même si une partie est du matériel plus récent et a été capturée lors des offensives dans le nord de 1998-2000. Enfin, la défense anti-aérienne apparaît comme très largement insuffisante. Elle compterait une vingtaine de lance-missiles SA-7 Grail de courte portée et environ 300 canons anti-aériens.
Dans l'ensemble, le commandement est de mauvaise qualité même si les Talibans ont largement innové par rapport aux tactiques ayant cours lors des années 1996-1998 de la guerre civile afghane. Les opérations de grande envergure mélangent des unités et des commandements divers et il y a des frictions entre unités de différentes nationalités. Cela oblige les Talibans à conserver certains groupes de volontaires dans des secteurs précis.

### Forces américaines et alliées

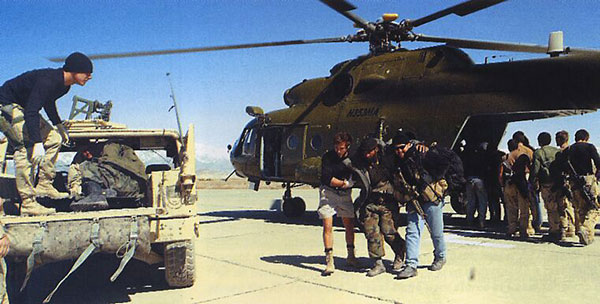
Des Special Forces aidant un membre de l'Alliance du Nord sur la base aérienne de Bagram. À l'arrière plan, un Mi-17 affrété par la CIA durant l'opération Anaconda en 2002.

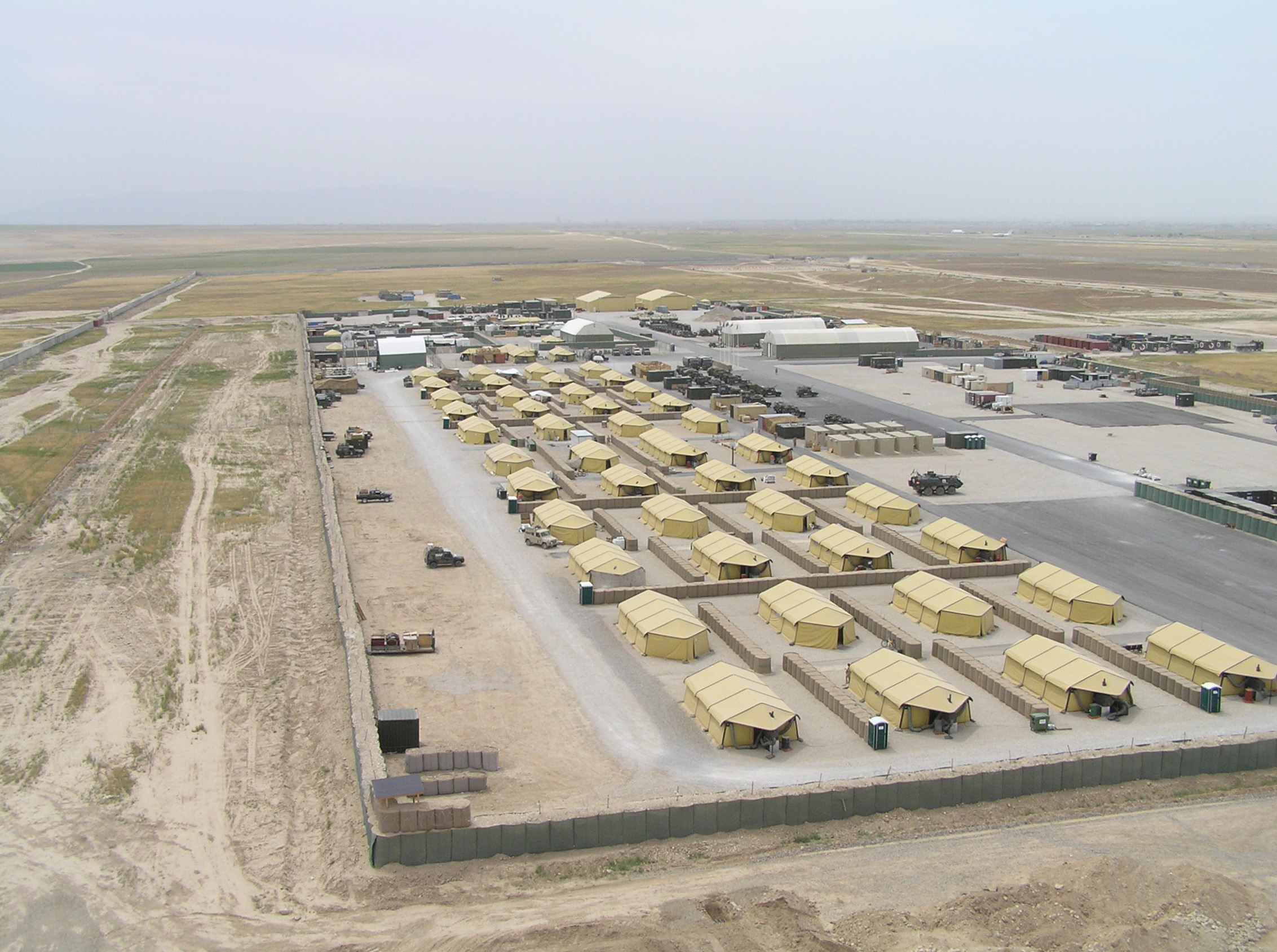
Le est une caserne de la Force internationale d'assistance et de sécurité construit en 2006 pour assurer une présence militaire internationale dans le pays. Elle est utilisée principalement par la Bundeswehr.

Les forces occidentales engagées dans l'offensive d'octobre-novembre 2001 sont presque essentiellement fournies par les Américains et les Britanniques. Cependant, la longue distance entre États-Unis, Royaume-Uni et Afghanistan fait que la grande majorité des unités terrestres ne fut pas réellement déployée dès le début des combats. Beaucoup arriveront ainsi petit à petit. Les Américains nomment cette opération d'abord « Justice sans limites » (Operation Infinite Justice) puis optent pour le moins agressif « Liberté Immuable » (Operation Enduring Freedom). Son but officiel est de lutter contre le terrorisme international et ses soutiens.
Les troupes terrestres comptent ainsi :
- Des équipes du Counterterrorism Center/Special Operations (CTC/SO) de la Central Intelligence Agency (CIA), totalisant 110 hommes infiltrés en Afghanistan entre le 27 septembre et la chute du régime taliban[10].
- La Joint Special Operations Task Force–North (JSOTF-N) alias Task Force Dagger, formée autour du 5th Special Forces Group[11] et des éléments de soutien ; 316 soldats des Special Forces seront engagés en Afghanistan à partir du 19 octobre[12]
- La Task Force Sword formée d'éléments du JSOC qui accomplira des raids ponctuels dans le sud de l'Afghanistan en octobre et novembre. La TF Sword a eu sous ses ordres le B Squadron de la Delta Force et le 3d Battalion du 75th Ranger Regiment[13].
- Les A et G Squadrons du 22 Special Air Service (SAS) britannique, déployés dans le nord-est de l'Afghanistan à la mi-octobre[14]
- Le C Squadron du Special Boat Service (SBS) déployé à Bagram en novembre[15], suivi d'éléments du 40 Commando des Royal Marines[16]
- La Task Force 58 qui débarqua sur la forward operating base (FOB) Rhino à partir du 25 novembre 2001. Le plafond de personnels déployés à la FOB Rhino fut fixé à 1000 puis à 1400 personnels[17] :
  - 15th Marine Expeditionary Unit (SOC)
  - Task Force 64 (formée autour du 1 Squadron, Special Air Service Regiment australien)[18]
- le 1st Battalion, 87th Infantry (1-87 IN) de la 10e division de montagne (infanterie légère) : déployé en Ouzbékistan début octobre. Éléments déployés à Mazar-e Sharif et Bagram à la fin novembre pour des missions de sécurité seulement[19]
- Task Force 11[20] (JSOC) avec sous ses ordres le A Squadron de la Delta Force qui est déployé en Afghanistan en décembre 2001 pour la traque du Mollah Omar et de ben Laden[21].

Les forces navales comportent :
- Le porte-avions américain Kitty Hawk mobilisé peu après le 11 septembre et en route[4]. Il est utilisé comme base flottante de forces spéciales : débarrassé de la majorité de son Carrier Air Wing, il embarque à la mi-octobre un millier de personnes et une vingtaine d'hélicoptères de la Task Force Sword[22].
- Le porte-avions américain Theodore Roosevelt et treize autres navires mobilisés peu après le 11 septembre et en route[4].
- Le porte-avions américain Enterprise[23].
- Le porte-avions américain Carl Vinson[23].
- 11 navires britanniques[4].
- Un sous-marin américain[23].
- Un sous-marin britannique[23].

Enfin, les forces aériennes peuvent compter sur plusieurs bombardiers lourds B-1 et B-52 américains, des « gunship » AC-130, et des appareils plus légers comme les F-14, F-16 et F/A-18,. Elles comportent au moins :
- 8 bombardier B-1 basés à Diego Garcia[25].

Les appareils les plus utilisés par les Américains au cours de leurs 6 546 sorties aériennes d'octobre à décembre furent dans l'ordre : le F/A-18 (3 700 sorties), le F-14 (1 200), le F-16 (470), le B-52 (375), B-1 (320), le F-15E (250), l'AC-130 (225) et le B-2 (seulement six sorties).
Les principales bombes larguées sont les CBU-12 (1 003), CBU-87 (164), CBU-103 (573), GBU-16 (274), GBU-31v1 (4 083), GBU-31v3 (530), Mk 82 (6 344), Mk83 (195) et Mk84 (4 167).

### «Front uni» anti-taliban et Alliance du Nord

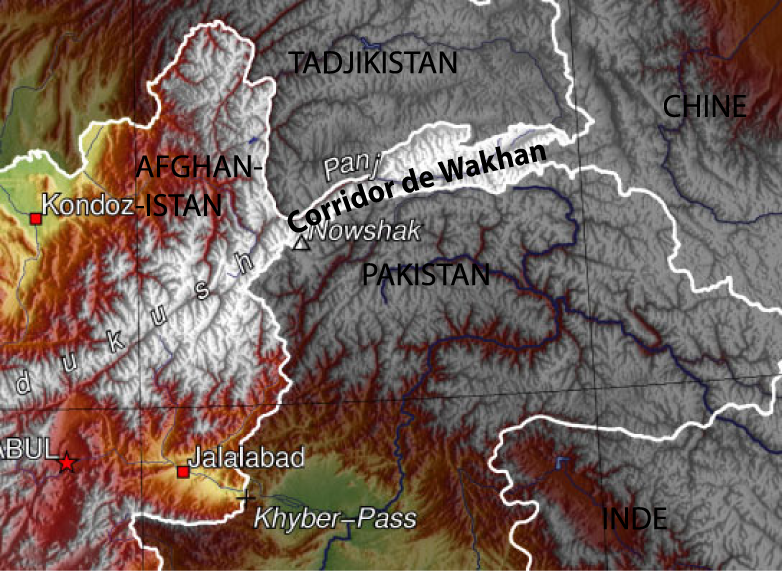
Le corridor du Wakhan, entre le Pakistan et le Tadjikistan, relie l'Afghanistan à la Chine.

Le Front uni islamique et national pour le salut de l'Afghanistan, plus connu sous le nom d’Alliance du Nord, tient début septembre 2001 5 % du territoire afghan principalement dans le nord-est du pays et les environs de Herat dans l'ouest du pays. Officiellement dirigé par l'ancien président Burhanuddin Rabbani, il constitue la principale organisation opposée aux talibans mais regroupe en fait des alliés assez disparates :
- Jamiat-e Islami : mouvement à composante ethnique principalement tadjike commandé par Mohammed Fahim Khan, successeur du général Massoud. Cependant, ce mouvement comprend des forces qui échappent largement à sa direction. Les principales de ces forces autonomes sont celles d'Ismail Khan dans l'ouest du pays et plus encore celles du Pachtoune Gulbuddin Hekmatyar[26] ;
- Junbish-e-Milli-yi Islami : mouvement à composante ethnique principalement ouzbek dirigé par le général Dostom[26].
- Hezb-e-Wahdat : mouvement hazara, une ethnie chiite, commandé par Karim Khalili et Mohaqiq[26].

Jusqu'aux attentats du 11 septembre, ces mouvements étaient soutenus par l'Iran, la Russie et le Tadjikistan. Ils peuvent alors aligner environ 15 000 hommes appartenant en propre à l'Alliance du Nord mais ils bénéficient de nombreux changements de camps qui augmentent leurs effectifs et des différentes poches de résistance dans le centre du pays.

## Offensive d'octobre-décembre 2001

### Préparation aérienne anglo-américaine (7 octobre - 3 novembre 2001)

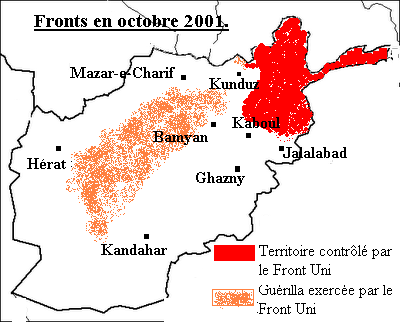
Fronts afghans en octobre 2001.

L'offensive anglo-américaine débute le 7 octobre 2001 par une série de bombardements aériens (notamment des B1 et B52) et de tirs de missiles de croisière (BGM-109 Tomahawk). Ces frappes ont pour but de détruire les faibles défenses anti-aériennes talibanes et les principaux moyens de communication. Par ailleurs, des troupes des Forces Spéciales américaines entrent en contact avec les unités de l'Alliance du Nord à partir du 15 octobre. Ils doivent guider les bombardements sur les positions tenues par l'armée talibane. En face, les Talibans ne connaissent pas cette forme de guerre et leurs positions ne sont pas assez camouflées (voire pas du tout sur leurs lignes arrière). Leurs positions, désignées à partir de faisceaux laser mis en œuvre par de petites unités distantes de 1 500 à 8 000 m forment donc des cibles faciles et rapidement détruites. La préparation aérienne américaine de l'offensive dure ainsi du 7 octobre à début novembre. Ce ne sera qu'à partir de cette dernière date que les combattants talibans adopteront de meilleurs camouflages, disperseront leurs défenses sur le terrain et chercheront à se protéger de ces attaques.

### Offensives terrestres

#### Théâtre nord

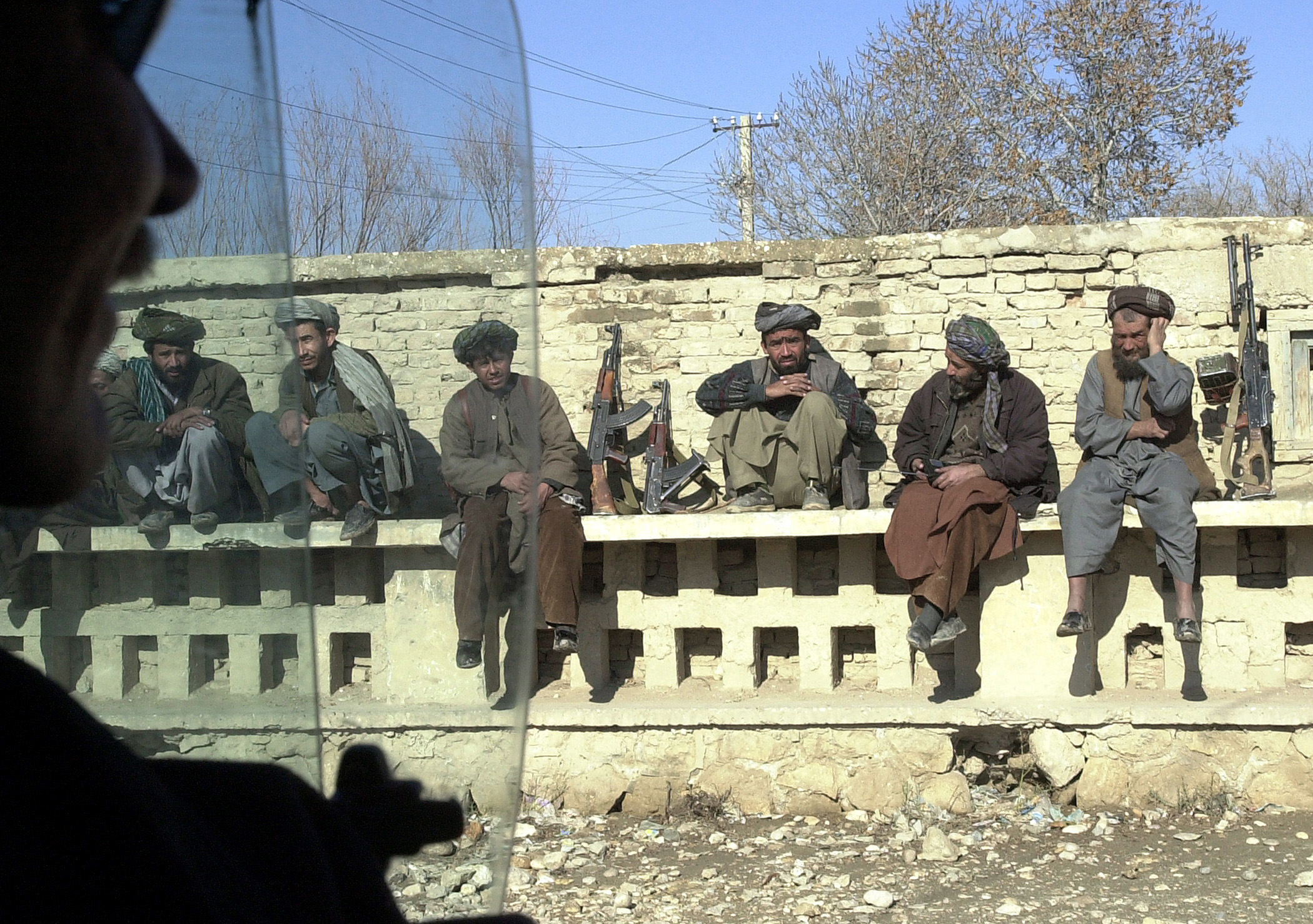
Des combattants du Mouvement islamique national d'Afghanistan à Mazâr-e Charîf en décembre 2001.

Les efforts et progrès défensifs des Talibans ne peuvent cependant les prémunir contre des lourdes pertes durant le mois d'octobre. De plus, leurs efforts, même s'ils diminuent l'efficacité des frappes américaines, ne leur permettent pas de rééquilibrer l'écart des forces. Le Front Uni et les Américains sont donc en mesure de lancer une offensive de grande ampleur contre Mazar-e-Charif à partir de la nuit du 2 au 3 novembre. Cette ville du nord de l'Afghanistan occupe un emplacement important pour la défense des territoires nord, occupés par le Front Uni. Les attaques vont être le fait des principales composantes de ce Front Uni : le Junbish-e-Milli-yi Islami du général Abdul Rachid Dostom, le Jamiat-e Islami, dont le commandant pour la région est Mohammed Ustaf Attah, et le Hezb-e-Wahdat. Les forces antitalibans ainsi réunies sont situées au sud, dans les montagnes de l'Hindu Kush, et au nord-est de la ville et disposent d'unités des Forces spéciales américaines. Leur plan consiste à avancer simultanément en suivant des itinéraires parallèles à partir des vallées situées 40 km au sud de la ville. La retraite talibane sera ainsi fortement compliquée car ne pouvant s'effectuer que dans des directions tenues par leurs ennemis — l'est qui abrite le principal bastion antitaliban — ou incertaines — l'ouest où la route passe par Hérat.
Contre cette offensive, et malgré la campagne de bombardements, les Talibans disposent encore d'une série de défenses pour défendre la ville d'une attaque par le sud. Les principales sont la position de Bai Beche, construite à partir d'un ancien site défensif soviétique, sur la route de Dostom et d'Aq Kupruk sur celle d'Attah. Ces positions sont défendues par de l'artillerie.
L'attaque commence par une série de bombardements, notamment sur Bai Beche. Cependant, les défenseurs de cette position ont peu souffert des attaques aériennes en profitant de leur protection et des difficultés pour les unités américaines à y désigner d'éventuelles cibles. De plus, ils font encore preuve d'une réelle et forte combativité. Ils parviennent donc à repousser les assauts lancés contre eux les 3 et 4 novembre. Le premier succès des assaillants intervient le 5 novembre, presque par accident, quand un bombardement américain et une charge de cavalerie mal coordonnées mais aux résultats chanceux surprennent les défenseurs de Bai Beche qui sont contraints de se replier. La prise de Bai Beche permet aux forces de Dostom de percer les lignes talibanes dans la vallée de la Dariah Balkh. Le lendemain, les forces tadjiks du général Attah progressent à leur tour et s'emparent du village d'Aq Kupruk. Les Talibans sont alors contraints de reculer. Après la perte de leurs deux principaux points de défense, ils peuvent néanmoins toujours s'abriter derrière des champs de mines défendus par de l'artillerie. Ces défenses bloquent de nouveau l'avancée des forces du Front Uni pendant quelques jours. Une nouvelle série de bombardements aériens, menés en particulier par des B52, permet de détruire ses positions et d'ouvrir la route de la ville qui tombe le 9 novembre.
La retraite des Talibans, principalement vers l'est en direction de Kunduz, est mal conduite et aboutit à la rupture du front qui s'effondre alors rapidement. Une poche talibane est ainsi formée dans le nord autour de la ville de Kunduz tandis que le front se déplace vers le sud où les Talibans tentent de résister autour de Kandahar. La poche de Kunduz, où sont enfermés de 5 000 à 20 000 hommes dont de nombreux volontaires étrangers, est soumise à de violentes attaques aériennes et accepte de se rendre le 23 novembre. 8 000 prisonniers y sont faits mais beaucoup mourront à la suite de diverses exactions (mauvais traitements, exécutions sommaires, disparitions à la suite d'interrogatoires…).

#### Prise de l'est et de l'ouest du pays par le Front Uni
Après la bataille de Mazar-e-Charif, l'ensemble des forces talibanes cherchent donc à se replier vers le sud et Kandahar. Elles abandonnent alors précipitamment le nord et l'est du pays malgré l'opposition de certains chefs militaires comme Djalâlouddine Haqqani. Ainsi, dans la nuit du 13 au 14 novembre, Kaboul tombe sans combats alors que l'ouest du pays se révolte contre les Talibans (soulèvement d'Hérat le 12). Jalalabad et Ghazny sont aussi prises sans réels combats, respectivement le 14 et le 15. Le Front Uni, s'ils emparent des principales villes du centre, ne descend cependant pas jusqu'à Kandahar où les Américains ont mis sur pied une armée pachtoune anti-taliban. En outre, la retraite précipitée des Talibans a abouti à la formation de quelques poches de résistances dans l'est du pays. La plus importante est celle de Maydan Shar 30 km au sud-ouest de Kaboul. Les combats, commencés vers le 19 novembre, y font ainsi toujours rage le 27 entre les Talibans et les forces du Front Uni. Une autre poche notable est celle de Tora-Bora.
C'est là qu'auront lieu les derniers combats de grande ampleur de l'offensive de 2001. Après la prise de Kandahar, les Américains pensent que le site qui cache, selon eux, une importante forteresse souterraine d'Al-Qaïda est l'endroit où se cache Oussamah Ben Laden. De plus, après la déroute talibane, Tora Bora est supposé être le refuge de nombreux combattants étrangers défaits (des chiffres de 2 000 à 3 000 hommes ont circulé). Appuyés par des bombardements aériens, l'offensive contre Tora-Bora débute le 12 décembre et se termine le 17 par le repli des forces talibanes dans les montagnes. Sur place, les soldats américains et du Front Uni ne trouvent que quelques avant-postes et bunkers reliés entre eux.

#### Théâtre sud et prise de Kandahar

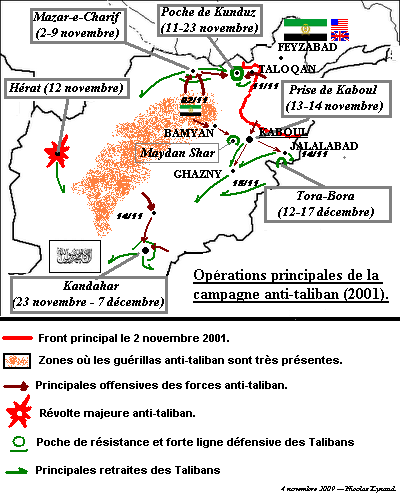
Opérations majeures de la campagne.

Ces multiples échecs dans le nord et le centre du pays provoquent un changement dans la structure du commandement militaire taliban le 22 novembre. Le mollah Omar y délègue son pouvoir au mollah Akhtar Osnani, commandant de la garnison de Kandahar. Celui-ci tente de mener quelques contre-attaques locales pour user les forces anti-talibans au sud et dans les dernières villes de l'est encore tenues par les forces talibanes. Le 23, les combats pour la ville commencent. Les Talibans y sont attaqués par des Pachtounes alliés aux Américains et finissent par être menacés d'encerclement. Après négociations, les Talibans remettent la ville aux hommes de Karzaï (le futur président) et de Sharzaï le 7 décembre.

#### Prise de Kaboul et problèmes de succession
La chute de Mazar e-Charif le 9 novembre 2001 apparaît comme le véritable tournant de la première partie de la guerre. Elle galvanise les « Tadjiks de l’Est », dont l’avancée vers Kaboul est encore accélérée par le repli précipité des Talibans vers le sud. En effet, début novembre, le mollah Omar ordonne à ses troupes de se retirer de la capitale afin de défendre la région de Kandahar.
Mais pour le gouvernement américain, la prise de Kaboul risque d’être trop rapide. Les autorités américaines et l’ancien roi Zaher Shah tentent de convaincre les « Tadjiks de l’Est » de ralentir leur progression, le temps de négocier la démilitarisation de la capitale et la répartition des pouvoirs entre les différentes ethnies, notamment les Pachtounes, majoritaires dans le pays. Mais les combattants tadjiks ne s’arrêtent pas : dans la nuit du 13 au 14 novembre, ils prennent possession de Kaboul sans réels combats.
Cinq semaines après le début des opérations militaires, le régime des Talibans perd la capitale et est renversé. Plusieurs milliers de Talibans ont été tués ou faits prisonniers tandis que 3 700 civils ont péri dans les combats [réf. nécessaire]. Début novembre 2001, différents pays — parmi lesquels les Pays-Bas, l’Allemagne et le Japon — annoncent, à la demande des États-Unis et du Royaume-Uni, qu’ils vont eux aussi apporter une aide militaire ou financière. Depuis la fin octobre, l'Australie avait déjà envoyé un détachement des Forces spéciales (Special Forces Task), deux Boeing 707 et des C-130 Hercules dans le cadre de l'Opération Slipper. Les forces australiennes opéraient à partir de la base aérienne de Manas, au Kirghizistan. L'Australie retire ses forces spéciales en décembre 2002, avant de les re-déployer en 2005.

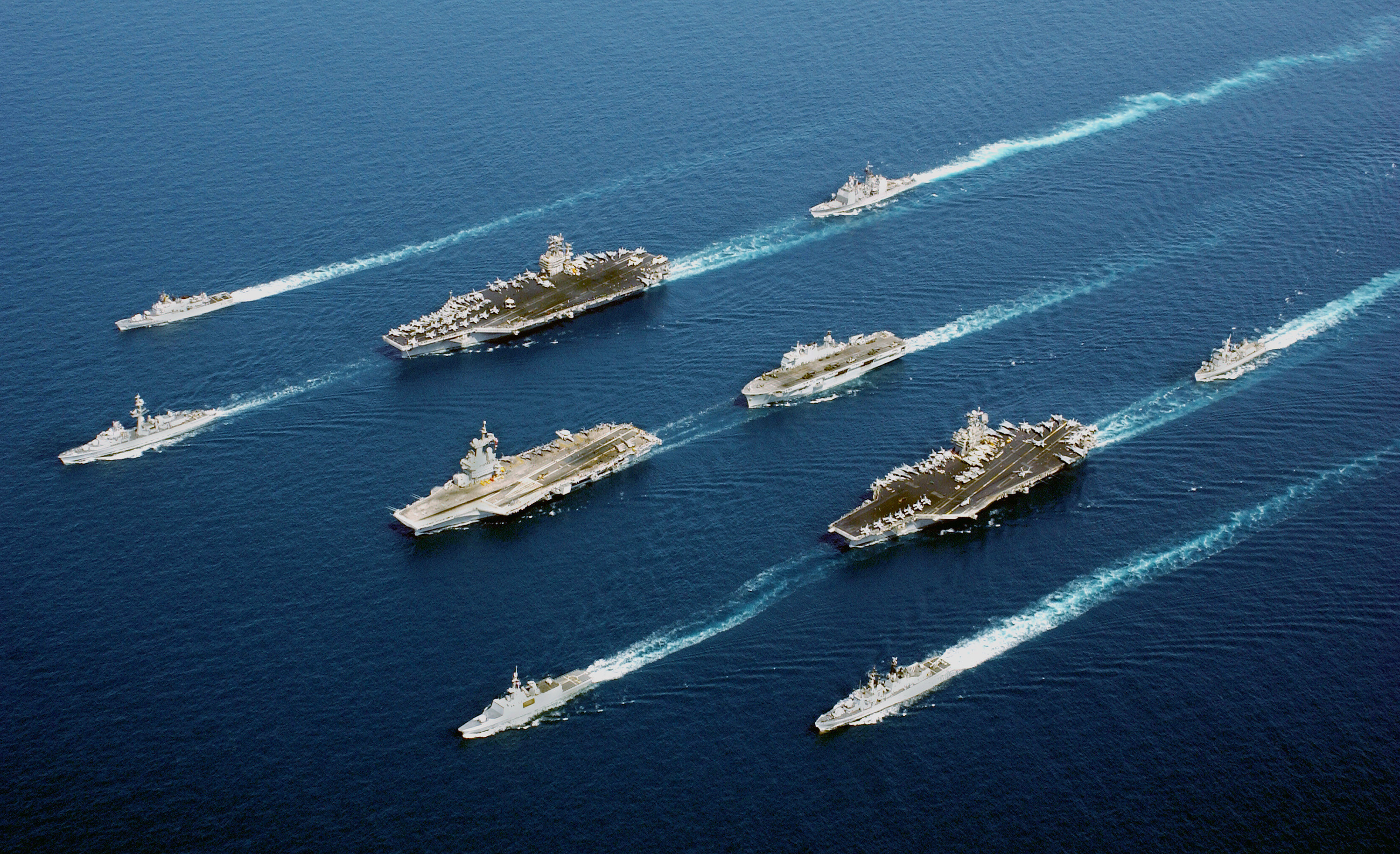
Bâtiments de cinq nations engagées dans l'opération Enduring Freedom en mer d'Arabie. En quatre colonnes, d'en haut à gauche à en bas à droite :
Maestrale, De Grasse,,, Charles de Gaulle,, Surcouf,, Van Amstel et Luigi Durand de la Penne (18 avril 2002).

## Retraite talêb
À la fin décembre 2001, après la chute de Kandahar et la fin des opérations autour des montagnes de Tora-Bora, les Talibans et leurs alliés ont perdu l'essentiel de leurs forces organisées et leurs principales positions. Ils se replient vers les montagnes du sud et de l'est du pays sur les zones tribales le long de la Ligne Durand. De nombreux combattants étrangers, dont Oussamah Ben Laden, seront ainsi signalés dans la vallée pakistanaise de Shawal. En mars 2002 et dans les mois suivants, les dernières forces talibanes organisées seront attaquées par la Coalition et contraintes de se replier dans les montagnes à la suite des combats de l'opération Anaconda.
Selon le journaliste Lawrence Wright, qui a reçu le prix Pulitzer pour The Looming Tower: Al-Qaida and the Road to 9/11 (La Guerre cachée : Al-Qaida et les origines du terrorisme), près de 80 % des membres d’Al-Qaida en Afghanistan ont été tués pendant la phase initiale de la guerre d'Afghanistan de 2001 et deux tiers de ces cadres été capturés ou tués.

## Exactions commises par les protagonistes
Voir aussi : massacre de Dasht-i Leili
Un rapport du 9 mars de 2004 de l'organisation américaine Human Rights Watch accuse l'armée américaine de violations du droit de la guerre, ainsi que d'arrestations arbitraires et d'actes de torture, notamment dans la base de Bagram, où deux Afghans sont morts en 2002.
En outre, les troupes du général Dostom, qui bénéficiait de fonds de la CIA, ont été accusées de crimes de guerre commis à la suite de la reddition des talibans à Koundouz, en novembre 2001, négociée en présence des troupes américaines. Une partie des prisonniers, dont l'Américain John Walker Lindh, fut emprisonnée dans le fort de Qala-i-Jangi, près de Mazar-i-Sharif, où ils se mutinèrent à la fin du mois de novembre 2001 - la plupart d'entre eux furent alors tués, tandis que l'agent de la CIA Johnny Micheal Spann (en) devenait le premier mort américain du conflit. Les 7 500 prisonniers restants furent transférés dans des conteneurs à la prison de Chébergân (dans le Djôzdjân), sous l'ordre du général Dostom. Des milliers de talibans sont morts au cours de ce transfert, Dostom les ayant délibérément laissé s'asphyxier et mourir de soif: soit plus de 2 000 personnes selon un document du gouvernement américain obtenu par Physicians for Human Rights et entre 3 et 5 000 selon le réalisateur Jamie Doran (en), qui a co-filmé avec le journaliste afghan Najibullah Quraishi le documentaire Afghan Massacre: The Convoy of Death (en) (« Massacre afghan: le convoi de la mort », 2002). L'administration Bush a été accusée de vouloir clore l'affaire, pour ne pas mettre ses alliés afghans en difficulté et afin de préserver certains de ses membres soupçonnés d'en avoir été les témoins directs,. Citant des témoins, le documentaire affirmait que des militaires américains avaient participé à des exécutions directes de prisonniers. Les Tipton Three (en), détenus à Guantanamo et libérés en 2004, ont à plusieurs reprises parlé de ce massacre.
En 1997 et 1998, de telles scènes avaient déjà eu lieu, commises par les talibans et leurs adversaires. Les villes de Meymana, Faryab, Hérat entre autres furent aussi le théâtre d'exécutions massives commises par les Talibans durant cette période, dans la ville de Mazar-i-Sharif et sa région, en août 1998, on estime que 4 000 à 6 000 Hazaras ont été tués par ceux-ci, tandis qu'en 1998, la ville de Shebarghan vit leurs adversaires utiliser la même méthode.